# بلده عبدان (یمن)
 بلده عبدان  به عربی ( بَلدة عَبَدان )، روستایی است در دهستان عبدان از توابع استان تَعِز در کشور یمن در شبه جزیره عربستان. این روستا درپایهٔ کوه (جبل صبر) درناحیه تعز. مهشور است به مزارع مرکبات و فواکه.

## جمعیت
جمعیت آن (۳۰ ) نفر (۳ خانوار) می‌باشد.